# エシリーガB
エシリーガB（エストニア語: Esiliiga B）は、エストニアのサッカーリーグにおける3部リーグのことを指す名称である。2013年、エシリーガの下部リーグとして創設された。エシリーガB創設前の3部リーグにあたるIIリーガはエシリーガBの下部リーグ（4部リーグ）となった。

## 概要
10クラブでホーム・アンド・アウェーを2回実施し、4回戦総当り（各クラブ36試合）の成績で順位を決定する。
上位2クラブは自動でエシリーガに昇格し、3位クラブはエシリーガ・エシリーガB入れ替え戦に参加する。下位2クラブは自動でIIリーガに降格し、8位クラブはエシリーガB・IIリーガ入れ替え戦に参加する。
ただし、エシリーガにトップチームや他のリザーブチーム（Bチーム）が所属しているクラブ、エシリーガのライセンス基準を満たしていないクラブは昇格できず、入れ替え戦にも参加できない。その場合、次の順位のクラブが繰り上げされる。2013シーズンの所属チームでは、フローラ・タリンのCチームは、エシリーガにBチームが所属していたため、たとえ3位以内に入っていたとしても昇格資格がなかった。

## 歴代優勝クラブ
| シーズン | 優勝（回数）         |
| -------- | -------------------- |
| 2013     | ノーメ・カリュII (1) |
| 2014     | インフォネットII (1) |